# Китон, Бастер
Ба́стер Ки́тон (англ. Buster Keaton), настоящее имя Джо́зеф Фрэнк Ки́тон (англ. Joseph Frank Keaton, 4 октября 1895 — 1 февраля 1966) — американский комедийный актёр, режиссёр, кинопродюсер, сценарист и каскадёр. Один из величайших комиков немого кино. Наиболее известен своими немыми фильмами, в которых его фирменным знаком стало невозмутимое выражение лица, за что получил прозвище «Великое каменное лицо». Критик Роджер Эберт писал о Китоне: «В период с 1920 по 1929 год он работал без перерыва над целой серией фильмов, которые сделали его, пожалуй, величайшим актёром-режиссёром в истории кино».
Его карьера пошла на спад, когда он подписал контракт с Metro-Goldwyn-Mayer и потерял свою художественную независимость. После развода с женой он попал в алкогольную зависимость, от которой избавился в 1940-х годах. В этот период он снова женился и возродил свою карьеру в качестве заслуженного комического исполнителя, получив в 1959 году почётную награду Академии со следующей формулировкой — «за уникальный талант, который обеспечил бессмертие немой кинокомедии».
Многие фильмы Китона 1920-х годов высоко ценятся и сейчас, например, «Шерлок-младший» (1924), «Генерал» (1926) и «Кинооператор» (1928). Фильм «Генерал» многие считают шедевром: Орсон Уэллс считал его «величайшей комедией из когда-либо созданных… и, возможно, величайшим фильмом из когда-либо созданных».
В 1996 году Entertainment Weekly признал Китона седьмым в списке величайших режиссёров, а в 1999 году Американский институт кино назвал его 21-й величайшей звездой классического голливудского кино среди мужчин.

## Биография

### Ранняя жизнь в водевиле
Китон родился в водевильной семье в Пикве, штат Канзас, городе, где находилась его мать Майра Китон (урождённая Катлер), в тот момент когда у неё начались схватки. Его назвали Джозефом, продолжив традицию по линии отца (он был шестым в линии, носящей имя Джозеф Китон) и Фрэнком в честь деда по материнской линии, который не одобрял союз его родителей. Позже Китон изменил своё второе имя на Фрэнсис. Его отцом был Джозеф Хейли «Джо» Китон, который вместе с Гарри Гудини владел передвижным шоу под названием Mohawk Indian Medicine Company или Keaton Houdini Medicine Show Company, которое выступало на сцене и на стороне продавало патентованные лекарства.
Согласно истории, Китон получил прозвище Бастер в возрасте примерно 18 месяцев. Однажды друг актёра по имени Джордж Парди присутствовал при том, как молодой Китон без травм упал с длинного лестничного пролёта. После того, как мальчик сел и отряхнулся от пережитого, Парди заметил: «Да он просто хулиган!» (англ. He's a regular buster!). После этого отец Китона стал использовать это прозвище для обращения к сыну. Китон пересказывал эту историю на протяжении многих лет, в том числе в интервью 1964 года на передаче Telescope канала CBC. По версии Китона, ему было шесть месяцев, когда произошёл этот случай, а прозвище ему дал Гарри Гудини.
В трёхлетнем возрасте Китон начал выступать со своими родителями в «Трёх Китонах» (англ. The Three Keatons). Впервые он появился на сцене в 1899 году в Уилмингтоне, штат Делавэр. Выступление было в основном комедийным скетчем. Майра играла на саксофоне с одной стороны, а Джо и Бастер выступали в центре сцены. Молодой Китон дразнил отца, не слушаясь его, а старший Китон в ответ швырял его о декорации, в оркестровую яму или даже в зрительный зал. В одежду Китона была вшита ручка от чемодана, чтобы облегчить постоянное подбрасывание. Выступление развивалось по мере того, как Китон учился безопасно выполнять трюковые падения; он редко получал травмы или ушибы на сцене. Этот шуточный стиль комедии приводил к обвинениям в жестоком обращении с детьми, а иногда и к арестам. Однако Бастер всегда показывал властям, что у него нет синяков или переломов. В итоге он был назван «Маленьким мальчиком, которого нельзя повредить» (англ. The Little Boy Who Can't Be Damaged), а весь спектакль — «Самым жестким спектаклем, который когда-либо был в истории сцены» (англ. The Roughest Act That Was Ever in the History of the Stage). Спустя десятилетия Китон сказал, что отец никогда не обижал его, и что падения и физическая комедия были вопросом правильного технического исполнения. В 1914 году он сказал газете Detroit News: «Секрет в том, чтобы приземлиться, прихрамывая, и прервать падение ногой или рукой. Это мастерство. Я начал так рано, что правильное приземление стало для меня второй натурой. Несколько раз я бы погиб, если бы не умел приземляться как кошка. Подражатели нашего номера долго не живут, потому что не выдерживают такого обращения». Китон утверждал, что ему было так весело, что он иногда начинал смеяться, когда отец бросал его через сцену. Заметив, что это заставило публику меньше смеяться, он принял своё знаменитое невозмутимое выражение лица во время выступления.
Этот спектакль столкнулся с законами, запрещающими выступления детей в водевилях. По словам одного биографа, Китона заставляли ходить в школу во время выступлений в Нью-Йорке, но он только один раз пошел в неё. Несмотря на проблемы с законом и неудачное турне по мюзик-холлам Великобритании, Китон был восходящей звездой театра. Он рассказывал, что поздно научился читать и писать, этому его учила мать. К тому времени, когда ему исполнился 21 год, алкоголизм его отца поставил под угрозу репутацию семейного шоу, поэтому Китон и его мать Майра уехали в Нью-Йорк, где карьера Бастера быстро перешла от водевиля к кино.
Во время Первой мировой войны Китон служил в Американских экспедиционных силах во Франции в составе 40-й пехотной дивизии армии США. Его подразделение уцелело и не было разбито для обеспечения замены, как это случилось с некоторыми другими дивизиями. Во время службы в армии он перенёс ушную инфекцию, повлекшую ухудшение слуха.

### Эпоха немого кино
Каждое лето 1908—1916 годов Китон проводил «в „Актёрской колонии“ в районе Блаффтон в Маскигоне вместе с другими знаменитыми водевильщиками».
 В феврале 1917 года Китону встретился Роско «Толстяк» Арбакл на студии Talmadge в Нью-Йорке, где Арбакл был по контракту с Джозефом М. Шенком. Джо Китон не одобрял фильмов, и Бастер также имел на их счёт определённые сомнения. Во время своей первой встречи с Арбаклом его попросили вмешаться в фильм «Помощник мясника» и начать действовать. Бастер был таким естественным, что его тут же наняли. В конце дня он попросил одолжить одну из камер, чтобы понять, как та работает. Он отнёс её в свой гостиничный номер, где к утру разобрал и собрал заново. Позже Китон утверждал, что вскоре стал сорежиссёром Арбакла и заведовал всем отделом трюков. Всего, начиная с 1920 года, он появился в 14 короткометражках Арбакла. Они были популярны и, вопреки более поздней репутации Китона («Великое каменное лицо»), он часто улыбался и даже смеялся в них (например, «Его брачная ночь» крупным планом и «Конни-Айленд» на средних планах). Китон и Арбакл стали близкими друзьями. В дальнейшем Китон был одним из немногих людей (вместе с Чарли Чаплином), которые защищали Арбакла во время обвинений в том, что он был ответственен за смерть актрисы Вирджинии Рапп
.
В 1920 году был выпущен фильм «The Saphead», в котором Китон сыграл свою первую главную роль в полнометражном фильме. Он был основан на успешной пьесе «Новая Генриетта», которая уже однажды была снята под названием «Агнец», с Дугласом Фэрбенксом в главной роли. Пять лет спустя Фэрбенкс порекомендовал Китону сыграть роль в ремейке, поскольку фильм должен был иметь комический уклон.
После успешной работы Китона с Арбаклом Скенк предоставил ему собственное продюсерское подразделение Buster Keaton Productions. Китон снял серию 20-минутных комедий, в том числе «Одна неделя» (1920), «Театр» (1921), «Копы» (1922) и «Электрический дом» (1922), а затем Китон перешёл к полнометражным фильмам.

#### Полный метр
Среди авторов Китона были Клайд Брукман, Джозеф Митчелл и Джин Хавез, но самые гениальные шутки обычно были придуманы самим Китоном. Комедийный режиссёр Лео МакКэри, вспоминая те дни, сказал: «Все мы пытались украсть шутки друг у друга. Но нам не повезло с Китоном, потому что он придумал свои лучшие трюки сам, а мы не могли их украсть». Смелые идеи требовали опасных трюков, выполняемых Китоном с большим риском для здоровья. Так во время сцены с железнодорожным резервуаром для воды в картине «Шерлок-младший» Китон сильно повредил себе шею, когда на него обрушился поток воды с водонапорной башни, но он осознал это только спустя годы. В сцене из фильма «Пароходный Билл» Китон останавливается на определённом месте, а затем на него падает фасад двухэтажного здания, но персонаж Китона остался невредимым из-за единственного открытого окна. Этот трюк требовал особой точности, потому что опора декорации весила две тонны, а зазор вокруг тела Китона составлял всего несколько дюймов. Эпизод стал одним из самых запоминающихся изображений его карьеры.
Помимо «Пароходного Билла» (1928) наиболее удачливые полнометражные фильмы Китона включают фильмы «Наше гостеприимство» (1923), «Навигатор» (1924), «Шерлок-младший» (1924), «Семь шансов» (1925), «Кинооператор» (1928) и «Генерал» (1926). «Генерал», действие которого происходит во время Гражданской войны в США, сочетает в себе комедию с любовью Китона к поездам, включая эпическую погоню на локомотивах. Сюжетная линия фильма с использованием живописных мест воссоздала настоящий инцидент военного времени. Хотя фильм стал считаться величайшим достижением Китона, в то время фильм получил неоднозначные отзывы. Это было слишком драматично для некоторых кинозрителей, ожидавших лёгкой комедии, и рецензенты подвергли сомнению суждение Китона о создании комедийного фильма о гражданской войне, хотя и отметили, что в нём было «немного смеха». Это была дорогостоящая осечка, и Китону больше никогда не доверяли полный контроль над своими фильмами. Его дистрибьютор United Artists настоял на том, чтобы менеджер по производству контролировал расходы и вмешивался в определённые элементы истории. Китон пережил такое обращение лишь в двух художественных фильмах, а затем обменял свою независимую работу в United Artists на работу в крупнейшей голливудской студии Metro-Goldwyn-Mayer (MGM). Утрата Китоном независимости как кинорежиссёра совпала с появлением звуковых фильмов и ростом личных проблем, в результате чего его карьера в раннюю эру звука сильно пострадала.

### Звуковая эпоха
Китон подписал контракт с Metro-Goldwyn-Mayer в 1928 году, и это деловое решение он позже назвал худшим в своей жизни. Он слишком поздно понял, что представленная студийная система MGM сильно ограничит его творческий потенциал. Например, студия отказала ему в просьбе сделать его ранний проект «Spite Marriage» звуковым фильмом, и после преобразования студии он был вынужден придерживаться сценариев, содержащих диалоги. Тем не менее, MGM позволила Китону принять участие в творческой работе над его последним первоначально разработанным немым фильмом «Оператор» (1928), который стал его первым проектом по контракту. Китон нанял Эдварда Седжвика в качестве официального режиссёра и работал с ним в нескольких следующих звуковых проектах. Некоторые из его наиболее успешных в финансовом отношении фильмов для студии были сняты в этот период.
В 1930-е годы Китон был вынужден использовать дублёра во время некоторых из наиболее опасных сцен, чего он никогда не делал в пору своего расцвета, так как MGM очень хотела защитить свои вложения. «Каскадёры не смеются», — сказал Китон. MGM попыталась объединить лаконичного Китона с буйным Джимми Дуранте в серии фильмов: «Страстный водопроводчик», «Говори легко» и «Что?! Нет пива?». Фильмы оказались популярными. Тридцать лет спустя Китон и Дуранте сыграли эпизодические роли в «Этот безумный, безумный, безумный, безумный мир», хотя и в разных сценах.
В первых звуковых картинах Китона он и его коллеги-актёры снимали каждую сцену трижды: один раз на английском, один раз на испанском и один раз на французском или немецком. Актёры фонетически запоминали сценарии на иностранном языке по несколько строк за раз и сразу же после этого снимали. Потом Китон жаловался на то, что ему приходилось снимать паршивые фильмы не один, а три раза.
Хотя конец карьеры Бастера Китона и пришёлся на начало эры звукового кино, произошло это не потому, что Китон не смог «приспособиться» к звуку. В отличие от многих звёзд немого кино, которые с появлением звука «сошли с дистанции», он обладал приятным голосом, прекрасно пел и танцевал. Китон имел несчастье заключить контракт с большой голливудской киностудией «Метро-Голдвин-Майер» — договор, через который он лишился независимости и творческой свободы и впоследствии называл «самой большой ошибкой в жизни». Студия разрушила его режиссёрскую карьеру: продюсеры и студийные боссы даже не рассматривали идею, чтобы Китон сам ставил звуковые фильмы. В звуковых комедиях студии «Метро-Голдвин-Майер» он работал только как актёр. Всё это довело Китона до глубокой депрессии и алкоголизма.
Китон был настолько деморализован во время постановки фильма 1933 года «Что?! Нет пива?», что руководство MGM уволило его после завершения съёмок, несмотря на то, что фильм стал хитом, а срок контракта актёра ещё не закончился (в этом увольнении не последнюю роль сыграли и его отношения с главой студии Луисом Майером). В 1934 году Китон принял предложение снять в Париже независимый фильм «Le Roi des Champs-Élysées». В этот период в Англии он снял ещё один фильм «Захватчик» (выпущенный в США как «Старый испанский обычай» в 1936 году).

#### Возвращение в США
После возвращения Китона в Голливуд в 1934 году он вернулся на экран в комедиях снятых для Educational Pictures. Большинство из этих 16 фильмов представляют собой простые визуальные комедии, многие из которых повторяли идеи из его семейного водевиля или более ранних немых фильмов. Кульминацией этого периода является «Опера Большого шлема» (1936), сериал Бастера Китона с его собственным сценарием и главной ролью в нём.
Ни на одной из других шести крупных Голливудских студий работы для него не нашлось и Китона признали банкротом. Он потерял своё огромное состояние, свою роскошную виллу, свою семью и, что было ещё хуже, потерял любимое дело. Однако Бастер Китон имел твёрдый характер и за довольно короткое время он вышел из критического состояния. После борьбы с алкоголизмом и работы в нескольких европейских комедиях, Китон подписал контракт на производство короткометражных фильмов с малобюджетной студией «Эдьюкейшнл пикчерс».

#### Китон-сценарист
Когда в 1937 году закончился выпуск сериала, Китон вернулся в MGM в качестве сценариста, поставляя материал для последних трёх фильмов братьев Маркс («В цирке» (1939) "Путь на запад (1940) и «Большой магазин» (1941)), но они не были так успешны, как предыдущие работы Маркс для «Метро-Голдвин-Майер» .

#### Columbia Pictures
В 1939 году Columbia Pictures наняла Китона, чтобы он снялся в 10 комедиях. Сериал длился два года и включал его последнюю серию комических фильмов в главной роли. Режиссёром обычно был Жюль Уайт, чей акцент на фарс делал большинство этих фильмов похожими на известные короткометражки Уайта. Личным фаворитом Китона был дебют сериала «Вредитель с Запада» (более короткий и плотный ремейк малоизвестного фильма Китона «Захватчик» 1934 года), который поставил не Уайт, а Дель Лорд. Кинозрители приветствовали новые комедии Китона, доказывая, что комик не потерял своей привлекательности для публики, однако настойчивость режиссёра Уайта на резких и жестоких шутках привела к тому, что короткие комедии студии Columbia оказались менее изобретательными. Последней такой работой была «She’s Oil Mine» (1941), переработка фильма Китона 1932 года «Страстный водопроводчик». Columbia и Уайт хотели подписать с Китоном контракт на выпуск новых короткометражек, но комик отказался.

#### Художественные фильмы 1940-х годов
Личная жизнь Китона стабилизировалась в 1940 году после его брака с танцовщицей из MGM Элеонорой Норрис. Оставив киностудию Columbia ради менее напряжённой работы в качестве составителя шуток для MGM, он предоставил материал для фильма «Красный скелет» и консультировал Люсиль Болл.
Китон брал на себя различные роли как в фильмах категории «А», так и в «Б». Он снова исполнил главную роль в мексиканском фильме «El Moderno Barba Azul» (1946; фильм был малобюджетным и, возможно, не был показан в Соединённых Штатах до его выхода на видеокассету в 1980-х годах под названием «Boom in the Moon»).
Критики заново открыли для себя Китона в 1949 году, а продюсеры время от времени нанимали его для создания более крупных «престижных» картин. У него были эпизоды в таких фильмах, как «Старым добрым летом» (1949), «Бульвар Сансет» (1950) и «Вокруг света за 80 дней» (1956). В «Старом добром лете» Китон лично руководил такими звёздами, как Джуди Гарланд и Ван Джонсон в их первой совместной сцене, где они натыкаются друг на друга на улице (Китон изобрёл комедийные сюжеты, в которых Джонсон пытается извиниться перед кипящей гневом Гарланд, но в конечном итоге портит её причёску и рвёт на ней платье).
Китон также появился в комедийной сценке о двух неумелых сценических музыкантах в фильме Чарли Чаплина «Огни рампы» (1952). За исключением «Seeing Stars», небольшого рекламного фильма, снятого в 1922 году, «Limelight» был единственным разом, когда Китон и его старый конкурент Чаплин появлялись вместе на киноэкране.

### Возрождение интереса и новое признание
Только в конце 1950-х годов, после двух десятков лет работы постановщиком трюков и сценаристом, характерных и эпизодических ролей, началась новая волна популярности Бастера Китона. Известный коллекционер и прокатчик фильмов Рэймонд Рохауер выкупил права на «Генерала» и другие немые фильмы Китона, которые все эти годы медленно разрушались в хранилищах студии «Метро-Голдвин-Майер». Комедии Китона увидело новое поколение зрителей. Китона сразу признали гением, и в 1959 году ему дали специальную премию «Оскар» «за уникальный артистический дар, который обеспечил бессмертие немой комедии». В 1962 году «Генерал» с огромным успехом был вновь показан на киноэкранах в рамках ретроспективы его фильмов. А в 1965 году участники Венецианского кинофестиваля пятнадцать минут стоя рукоплескали Бастеру Китону после показа его немых комедий.

### Личная жизнь
В 1921 году Китон женился на актрисе Натали Толмадж, которая была сестрой актрис Нормы и Констанс Толмадж. У них родилось два сына — Джеймс (1922—2007) и Роберт (1924—2009). После рождения Роберта брак начал разваливаться, Натали решила больше не иметь детей и в конце концов запретила мужу ночевать с ней в одной спальне. Тогда Китон пригрозил ей: если он не будет получать сексуальных привилегий у себя дома, то он будет искать их вне дома. Когда Натали поняла, что он не шутил, она наняла частных детективов, которые за ним шпионили. Так, будучи ещё женатым, в 1920-х Китон крутил очень сложные романы с актрисами Кэтлин Ки и Дороти Себастьян. Ещё одной причиной расставания Толмадж, стала её любовь к моде; она тратила на одежду почти треть его гонораров. Наконец, в 1932 году они расстались. При разводе Натали забрала все его имущество и запретила ему видеться с сыновьями (Джеймс и Роберт после развода стали носить фамилию матери). Китон воссоединился с сыновьями только тогда, когда обоим исполнилось по 18 лет. Из-за неудачного первого брака и потери своей независимости как режиссёра, Китон запил (далее Китон утверждал, что ничего не помнит об этом периоде жизни, назвав его «алкогольным затмением»).
В 1933 году Китон женился на медсестре Мэй Скривен, которая позже утверждала, что до конца их брака даже не знала, что была замужем за бывшей кинозвездой. Их брак закончился 4 июля 1935 года, когда Мэй поймала мужа с поличным на адюльтере в компании Лии Клэмпитт Сьюэлл (распущенной жены миллионера Бартона Сьюэлла) в Санта-Барбаре. Их развод в 1936 году тоже нанёс удар по финансовому положению Китона.
В 1940 году Китон женился на Элеонор Норрис (1918—1998), которая была моложе его на 23 года и прожила с актёром до конца его жизни. Как и её муж, Элеонора Китон умерла от рака лёгких, в 1998 году в возрасте 80 лет.

### Смерть
Китон умер от рака лёгких 1 февраля 1966 года в возрасте 70 лет в Калифорнии. Врачи обнаружили болезнь в январе 1966 года, однако Китон так и не узнал о своём настоящем диагнозе. Он думал, что лечится от бронхита. Находясь в больнице до последних дней, Китон был беспокойным, ходил по комнате, надеясь вернуться домой.